# آب غرمك
آب غرمك (تشيلو) (بالفارسية: آبگرمک) هي منطقة سكنية تقع في إيران في قسم تشيلو الريفي. يقدر عدد سكانها بـ 40 نسمة .